# 7321 Minervahoyt
A 7321 Minervahoyt (ideiglenes jelöléssel (7321) 1979 MZ2) a Naprendszer kisbolygóövében található aszteroida. Eleanor F. Helin és Schelte J. Bus fedezték fel 1979. június 25-én.